# Târgu Jiu
Târgu Jiu è un municipio della Romania di 82504 abitanti, capoluogo del distretto di Gorj, nella regione storica dell'Oltenia.
Fanno parte dell'area amministrativa anche le località di Bârsești, Drăgoeni, Iezureni, Polata, Preajba Mare, Românești, Slobozia, Ursați.

## Storia
La città prende nome dal fiume Jiu, accanto al quale si trova e che vi forma un lago; viene citata per la prima volta in un documento di Mircea cel Bătrân del 1406 e già nella seconda metà del XV secolo risulta avere il privilegio di tenere un mercato (târg).
Nel 1716 la città fu teatro delle lotte tra le truppe del boiardi Matei Basarab e quelle di Leon Vodă Tomșa.
Nel periodo tra le due guerre mondiali, nei pressi della città era ubicato un campo di concentramento in cui furono imprigionati numerosi membri del Partito comunista rumeno, tra cui anche il futuro Presidente della Romania Gheorghe Gheorghiu-Dej.
Il grande sviluppo economico e demografico di Târgu Jiu in epoca moderna avvenne a partire dali anni sessanta, quando nella zona si iniziò a sfruttare un grande giacimento di carbone, con l'avvio di una grande miniera a cielo aperto tuttora attiva, che costituisce ancora una delle più importanti risorse occupazionali della città e dell'area circostante.

Stemma utilizzato nel periodo interbellico

### Simboli
Lo stemma del comune di Târgu Jiu è stato adottato con decreto del governo n. 1540 del 18 dicembre 2002 e pubblicato sulla Gazzetta Ufficiale n. 30 del 21 gennaio 2003. Consiste in uno scudo interzato in palo: a destra e a sinistra, in campo d'argento, due leoni, controrampanti, al naturale, armati e lampassati di rosso, ognuno impugnante una spada di nero. Al centro, su sfondo azzurro, è rappresentata la Colonna dell'infinito (Coloana infinitului) d'oro. 
Il leone è l'antico emblema dell'Oltenia, chiamata anche Piccola Valacchia; la spada è il simbolo del coraggio e della costanza degli abitanti di queste terre. La Colonna dell'infinito è il monumento simbolo di Târgu Jiu, opera di Constantin Brâncuși inaugurata il 27 ottobre 1938.
Lo scudo è timbrato da una corona muraria d'argento, composta da sette torri merlate, simbolo del rango di comune capoluogo.

## Monumenti e luoghi d'interesse

### Constantin Brâncuși e Târgu Jiu
Il grande scultore Constantin Brâncuși, nativo di Peștișani, località non lontana da Târgu Jiu, ha lasciato alla città un complesso di sculture che costituiscono le sue opere più importanti presenti nel suo paese: si tratta della Tavolo del silenzio (Masa tăcerii), della Porta del bacio (Poarta sărutului) e della Colonna dell'infinito (Coloana infinitului). Il complesso di queste opere costituisce oggi la più importante attrattiva turistica della città.
A Constantin Brâncuși la città ha dedicato l'Università che vi ha sede.

## Infrastrutture e trasporti
Târgu Jiu è collegata sia per via stradale che ferroviaria con le più importanti città della Romania, essendo in una posizione strategica per i collegamenti tra il Danubio, la Transilvania e il Banato. In particolare nella città si incrociano le strade europee E67 ed E79 e la strada nazionale DN67.
Per quanto riguarda i trasporti urbani, la rete è gestita dalla S.C. Transloc. S.A. e si compone di due linee tramviarie e 8 linee di autobus.

## Amministrazione

### Gemellaggi
- Noci
- Lauchhammer
- Yambol
- Pendik

## Sport
- Pandurii Târgu Jiu, squadra di calcio che milita nel massimo campionato romeno.